# Юнайтед
Юнайтед — британський телевізійний фільм режисера Джеймса Стронга, написаний Крісом Чібнолом. Він заснований на реальній історії малюків Басбі Манчестер Юнайтед, відомій як Мюнхенська авіакатастрофа. Зокрема, фільм звертає увагу на тренера Джиммі Мерфі, зіграного Девідом Теннантом, та Боббі Чарлтона, якого зіграв Джек О'Коннел.
Вперше фільм вийшов 24 квітня 2011 року на каналах BBC Two та BBC HD, і отримала рейтинг 14,3 % у своєму часовому слоті.

## Сюжет
Фільм в основному розповідає про взаємини помічника тренера Джиммі Мерфі та молодого гравця Боббі Чарлтона. Дія розпочинається восени 1956 року, коли Мерфі дає Чарлтону перший шанс зіграти в основній команді Манчестер Юнайтед, яку на той момент називають «Малюками Басбі» за те, що в основному складі грають тільки вихованці його школи. Серед інших гравців, які зображені у фільмі, Марк Джонс, Дункан Едвардс, Едді Колман, Гаррі Ґреґґ та інші.
Менеджер клубу Метт Басбі переконує керівника Футбольної ліги Англії Алана Гердекера дозволити його команді брати участь у Кубку чемпіонів за умови, що вони будуть повертатися вчасно на кожен матч чемпіонату Англії. Вперше Манчестер боровся за цей трофей у сезоні 1956-57, коли вони здобули чемпіонський титул в Англії, та мають право виступати там знову після захисту домашнього титулу.
Команда виступає добре і вдома, і за кордоном. Проте під час польоту з матчу у Белграді проти Црвени Звезди літак вимушений сісти на дозаправку у Мюнхені, і при повторному зльоті сталася аварія. У ній загинуло сім гравців команди (включаючи Марка Джонса та Едді Колмана). Гаррі Ґреґґ допомагає вцілілим у катастрофі: Боббі Чарлтон зазнав незначних ушкоджень, проте Дункан Едвардс та Метт Басбі серйозно постраждали. Протягом тижня Чарлтона виписують із лікарні, і він повертається до Англії, але Едвардс і Басбі залишаються у критичному стані. Джиммі Мерфі не було на літаку, оскільки він був зі своєю національною збірною, але одразу ж прилітає, щоб відвідати своїх колег у лікарні.
За два тижні Дункан Едвардс помирає у лікарні, що ще більше б'є по Боббі Чарлтону, який уже готовий закінчити із футболом. Втім, Джиммі Мерфі переконує його передумати і вже скоро він знову починає грати за Юнайтед.
Всупереч усім труднощам, Мерфі обіцяє виставити команду на наступний домашній матч — фінал Кубку Англії 1958, і бере команду під опіку до кінця сезону, поки Басбі відновлюється після травм.

## У ролях
- Девід Теннант — Джиммі Мерфі
- Джек О'Коннел — Боббі Чарлтон
- Сем Клафлін — Дункан Едвардс
- Дуґрей Скотт — Метт Басбі
- Дін Ендрюс — Берт Воллі
- Кейт Ешфілд — Альма Джордж
- Девід Колдер — Гарольд Гардман
- Нейл Даджон — Алан Гердекер
- Тім Гілі — Томмі Скіннер
- Мелані Гілл as Сіссі Чарлтон
- Філіп Гілл-Пірсон as Едді Колман
- Томас Хоуз — Марк Джонс
- Бен Піл — Гаррі Ґреґґ
- Броґан Вест — Девід Пеґґ

## Виробництво
Фільм було виготовлено компанією World Productions з бюджетом 2 мільйони фунтів. Під час підготовки сценарію Кріс Чібнолл розмовляв із вцілілими у аварії та з їхніми сім'ями.
Фільм знімався у листопаді та грудні 2010 року у північній Англії. Стадіон Брентон Парк у Карлайлі було використано для зйомок Олд Траффорду 1950-х.

## Відгуки
Рейтинг фільму склав 2.89 мільйони глядачів (12.8 %) аудиторії BBC Two о 21:00 та 346,000 (1.5 %) глядачів на BBC HD.
Сенді Басбі, син Метта Басбі, сказав, що «фільм зроблений убого». Він зазначив, що розчарований із того, що з його сім'єю ніхто не консультувався з приводу сюжету, хоча у фільмі і йдеться про «малюків Басбі». Крім того, на його думку, образ Метта Басбі було представлено «огидно».
Відгук Джеральда Ґілберта у The Independent також включав у себе критику гангстерського образу Метта Басбі та зображення Алана Гердекера як злодія.
Джим Вайт у The Telegraph був більш лояльним: «Юнайтед чудово воскресив футбольну атмосферу 50-х, і я повірив у видиво післявоєнного Олд Траффорд. А Девід Теннант у головній ролі повинен звернути на себе увагу кожного, хто відповідає за будь-які нагороди».
Сем Волластон у The Guardian прокоментував фільм так: «Є багато дрібних приємних відмінностей між футболом зараз і футболом тоді… Чи можете ви уявити зараз, щоб футболіст казав дівчині, що він сантехнік, бо у сантехніка кращі перспективи? Або щоб футболіст привселюдно курив люльку, як це робив капітан команді Марк Джонс? Це ж мило… Але, звісно, у центрі фільму Кріса Чібнола страшна трагедія, що забрала життя восьми із „малюків Басбі“. І зроблений фільм красиво — сильно, влучно і дуже людяно. Якщо під час перегляду ви не пустили сльозу, ви міцніші за мене».
Фільм було номіновано на премію Prix Europa 2011 як «Найкращий європейський телепродукт».